# Алгіроідес далматинський
Алгіроідес далматинський (Algyroides nigropunctatus, синьогорла кілювата ящірка) — вид ящірок родини ящіркових (Lacertidae). Мешкає в Середземномор'ї.

## Опис
Довжина синьогорлої кілюватої ящірки (враховуючи хвіст) становить 18-21 см. Самці дещо більші за самиць. Тіло струнке, луски на спині великі, кілеподібні, хвіст відносно довгий. Верхня частина тіла коричннева або темно-коричнева. У самців горло і шия темно-сині. Живіт оранжево-червоний, іноді з жовтою плямою посередині, по краям синій. У самиць живіт жовто-зеленуий або блідо-оранжевий.

## Підвиди
Виділяють два підвиди:
- Algyroides nigropunctatus kephallithacius Keymar, 1986 — острови Кефалонія, Ітака і Лефкада, сусідні гірські райони на материку. У самців цього підвиду горло зелене або синьо-зелене;
- Algyroides nigropunctatus nigropunctatus (Duméril & Bibron, 1839) — решта ареалу.

## Поширення і екологія
Синьогорлі кілюваті ящірки мешкають на узбережжі Адріатичного моря, від Гориції на північному заході Італії через територію Словенії, Хорватії, Боснії і Герцеговині, Чорногорії, Косова, Албанії і Північної Македонії до Коринфської затоки в Греції, а також на островах Хорватії та на Іонічних островах в Греції. Вони живуть в лісах, рідколіссях, чагарникових заростях і оливкових гаях, на висоті до 1500 м над рівнем моря. Віддають перевагу тінистим місцевостям, на півдні ареалу часто трапляються поблизу води. Живляться комахами, черв'яками та іншими безхребетними. Ведуть денний спосіб життя. В період з жовтня по лютий впадає у сплячку. Розсноження відбувається у березні-квітні. В травні самиці відкладають 2-8 яєць. Молоді ящірки вилуплюються у липні-серпні.